# Sabou (gouverneur dans l'Égypte antique)
Pour les articles homonymes, voir Sabou.
Sabou est le nom d'un gouverneur de région ou maire d'une localité, qui vivait sous la Ire dynastie et dont la sépulture est un mastaba situé dans la nécropole nord de Saqqarah. 

## Sépulture
Son mastaba — référencé S3111 par les égyptologues — a été identifié au nord de Saqqarah dans le grand champ de mastabas dominant une cuvette dans laquelle se formait l'antique lac d'Abousir. Il est bâti en briques crues et ses faces extérieures étaient agencées en façade de palais, prototype du mur à redans qui sera usité dans l'architecture funéraire de l'Ancien Empire.
Des empreintes de sceau, découvertes dans les vestiges du mastaba, indiquent que Sabou exerça ses fonctions sous l'Horus Adjib. La chambre funéraire a également livré les restes d'un sarcophage en bois qui contenait encore les ossements de Sabou, inhumé couché sur le côté, coutume de cette époque.
Sabou était accompagné d'un mobilier funéraire dont il ne subsiste essentiellement que les éléments métalliques ou lithiques, comme de la vaisselle de pierre ou encore une étonnante coupe de schiste appelée « disque de Sabou » dont le travail d'évidement en forme de pétales semblant repliés sur eux-mêmes, démontre que, dès le début de la période dynastique, les artisans égyptiens maîtrisaient l'art de la transformation de la pierre. Cet objet circulaire en forme de roue de char a été qualifié d'OOPArt. Une copie est présentée à Jungfrau Park.